# اولاف فریدنلوند
اولاف فریدنلوند (نروژی: Olaf Frydenlund؛ ۱۶ ژوئن ۱۸۶۲ – ۸ آوریل ۱۹۴۷) تیرانداز اهل نروژ بود.